# McKenzie (Alabama)
McKenzie es un pueblo ubicado en los condados de Butler y Conecuh, Alabama, Estados Unidos. Tiene una población estimada, a mediados de 2022, de 495 habitantes.

## Geografía
La localidad está ubicada en las coordenadas 31°32′47″N 86°43′33″O / 31.54639, -86.72583 (31.54647, -86.725954). Según la Oficina del Censo, tiene un área total de 9.68 km², de la cual 9.64 km² corresponden a tierra firme y 0.04 km² están cubiertos de agua.

## Demografía
Según la Oficina del Censo, en 2000 los ingresos medios de los hogares de la localidad eran de $18,173 y los ingresos medios de las familias eran de $24,423. Los hombres tenían ingresos medios por $23,077 frente a los $16,071 que percibían las mujeres. Los ingresos per cápita para la localidad eran de $10,359. Alrededor del 24.6% de la población estaba por debajo del umbral de pobreza.
De acuerdo con la estimación 2017-2021 de la Oficina del Censo, los ingresos medios de los hogares de la localidad son de $25,781 y los ingresos medios de las familias son de $58,750. Alrededor del 20.2% de la población está por debajo del umbral de pobreza.